# Zora pumila
Zora pumila is een spinnensoort in de taxonomische indeling van de stekelpootspinnen (Zoridae).
Het dier behoort tot het geslacht Zora. De wetenschappelijke naam van de soort werd voor het eerst geldig gepubliceerd in 1850 door Nicholas Marcellus Hentz.